# Headbanging

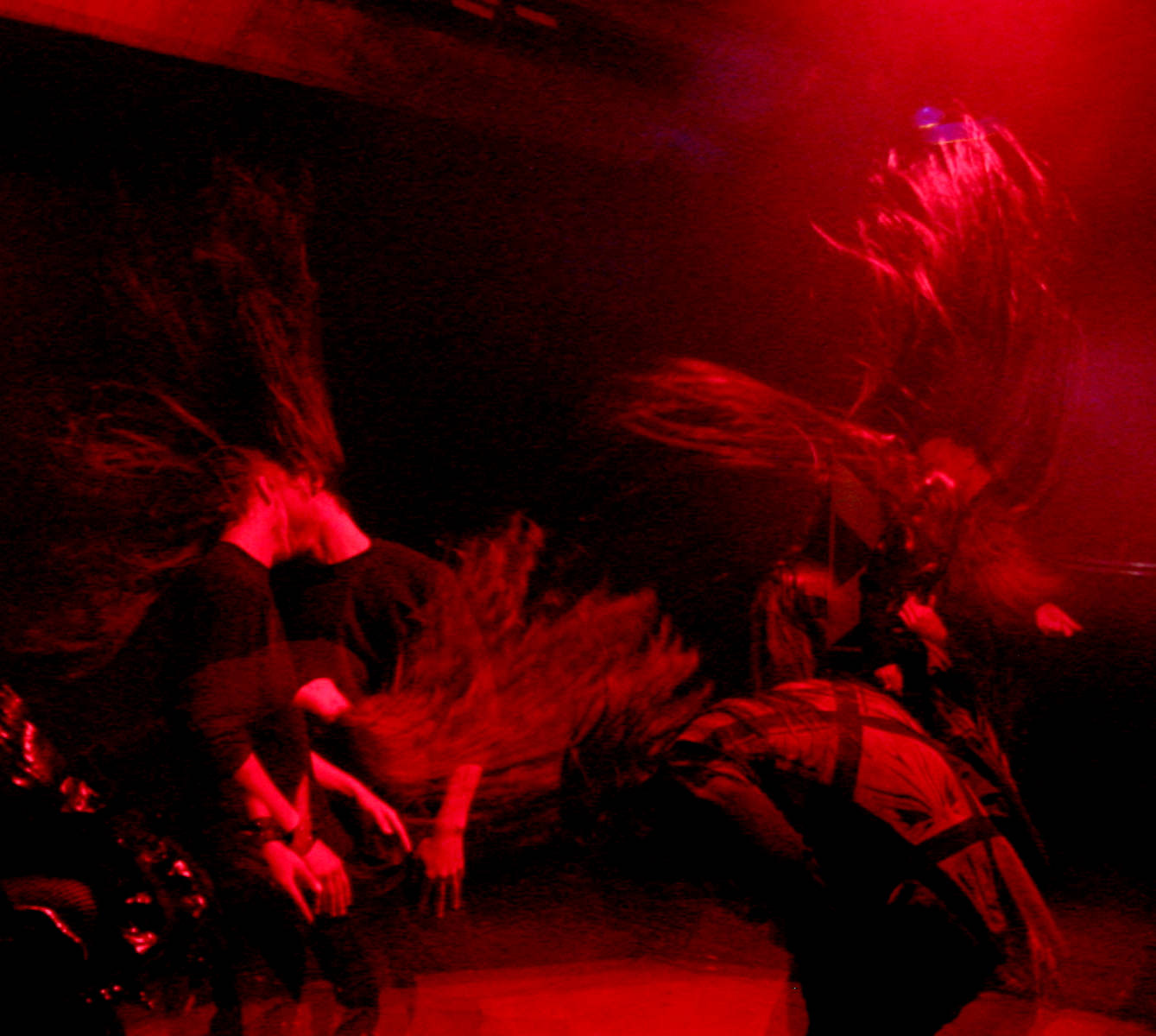
Headbangers in azione, al DarkLight's club Omega a Johannesburg, Sudafrica

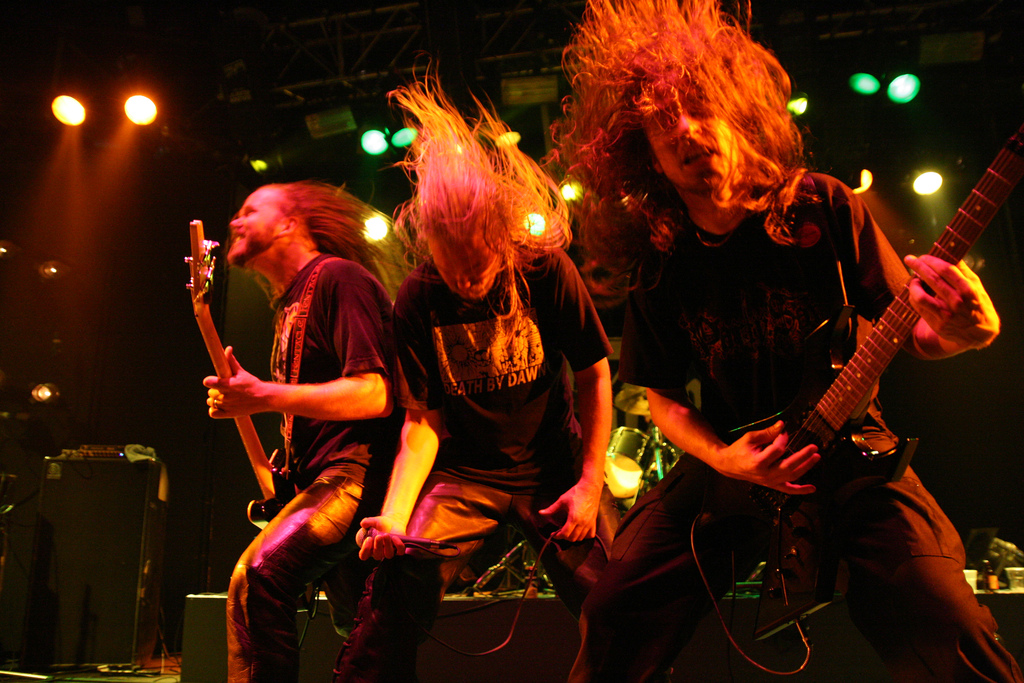
La band death metal degli Asphyx durante un concerto

L'headbanging consiste in violenti movimenti della testa a tempo di musica, prevalentemente metal estremo, anche se col tempo stili simili si sono sviluppati anche in altri tipi di musica.

## Stili
Ci sono diversi stili di headbanging, tra cui:
- L'up and down: lo stile più comune, che consiste nello scuotere la testa su e giù. Questo stile è mostrato nel climax della scena di "Bohemian Rhapsody" nel film "Wayne's World" (Fusi di testa).
- La circular swing (windmill): consiste nel muovere la testa in modo circolare. Questo stile è stato reso popolare da Blackie Lawless degli W.A.S.P. e da George Fisher e Alex Webster dei Cannibal Corpse, ed è usato da Amon Amarth, Slipknot, Dimmu Borgir, Lacuna Coil, Meshuggah, dall'ex-bassista dei Metallica Jason Newsted, Dimebag Darrell, Brian Fair degli Shadows Fall, Corey Beaulieu dei Trivium, Tom "Trav" Clamp dei Serfry and Neon Dreams, Floor Jansen dei Nightwish e molti altri gruppi.
- Drunk style: una forma di headbanging senza un movimento preciso, in cui la testa si muove in tutte le direzioni, come un ubriaco. Questo stile è utilizzato da Daisuke Tsuda, voce e leader del gruppo musicale giapponese Maximum the Hormone.
- La half-circle: movimento ripetuto della testa da una parte all'altra, che ricorda il movimento del pendolo. Questo stile è usato spesso da Tom Araya degli Slayer e Peter Iwers degli In Flames.
- La figure eight: movimento della testa a formare il numero otto. Questo stile è usato da Alexi Laiho dei Children of Bodom.
- La side to side: agitare la testa da una parte all'altra, muovendo i capelli in modo da dare colpi di frusta ad ogni spostamento. Questo stile era usato da Wayne Static degli Static-X, Alexi Laiho dei Children of Bodom, Jim Root degli Slipknot, Martin Mendez degli Opeth, e dal bassista dei Metallica Robert Trujillo.
- La half-side: Una variazione della side to side tipicamente usata dai batteristi che consiste nel muovere la testa da solo una parte, tipicamente a sinistra seguendo i colpi di rullante. È usata da Christoph Schneider dei Rammstein.
- Whiplash: una forma particolarmente violenta del tradizionale stile "up and down", caratterizzato dal fatto che i capelli di chi lo esegue si muovono così rapidamente da oscurare il volto. Questo stile potrebbe essere stato pionierizzato dal chitarrista degli AC/DC Angus Young, ed è stato anche usato da Mick Thompson degli Slipknot, da Dan Donegan dei Disturbed e da Cliff Burton, ex-bassista dei Metallica.
- Il Two up, Two down: simile come stile allo whiplash, ma a differenza di quest'ultimo la testa viene mossa due volte in alto e due in basso.
- L'all-out: lasciarsi andare a terra, reggendosi sulle braccia, e scuotere violentemente la testa tra le braccia. A volte di questo stile fa parte aggrapparsi a tavoli ed altri oggetti fissi, come se il movimento diventasse così forte da avere effetti sull'equilibrio. Sid Wilson e Craig Jones degli Slipknot hanno usato spesso questo stile durante i loro concerti.
- Il tandem: I chitarristi dei Judas Priest K.K. Downing e Glenn Tipton hanno inventato e perfezionato questa forma di headbanging, in cui stanno l'uno accanto all'altro, scapocciando all'unisono. Viene usato anche da Richard Z. Kruspe e Paul Landers, chitarristi dei Rammstein.
- Il thrust: una forma antisociale di headbanging in cui le persone agitano violentemente la testa, spesso colpendo le persone di fronte a loro, o, in circostanze più estreme, dietro di loro.
- L'hammer: una forma di headbanging usata da Till Lindemann dei Rammstein, da Angela Gossow degli Arch Enemy e, in parte, Hansi Kürsch dei Blind Guardian, che consiste nel piegarsi in avanti e colpire la coscia con la mano chiusa a pugno, muovendo la testa da parte a parte o su e giù. La velocità del pugno del martello va di pari passo con quella della batteria.
- La breakdown: avviene quando diversi membri di un gruppo (specialmente chitarristi, se ce ne sono due) fanno headbanging simultaneamente in una variante violenta di "up and down" in un pezzo particolarmente intenso di una canzone. È una forma di headbanging usata dai The GazettE e a volte dagli Amon Amarth, ma a differenza della versione originale, entrambi i gruppi praticano il breakdown usando il windmill.
- La low-profile: Una variazione della "up and down" in cui i movimenti di chi la esegue sono più corti e più sottili, ma comunque notevoli.
- La full body: conosciuta anche come "body bang", è una variazione dello stile "up and down" in cui chi esegue porta la testa giù quasi fino alle ginocchia, per poi riportarla su; usata molto da Jens Kidman dei Meshuggah, Jason Peppiatt, cantante dei Psycroptic, Jonathan Davis, cantante dei Korn, ma in particolare da tutti e quattro i componenti della band appena citata tranne per ovvi motivi dal batterista Ray Luzier. Questo stile è molto comune anche tra i gruppi metalcore.
- La half body: Simile alla Full Body, la half body è una variazione strana dello stile "up and down", in cui chi la esegue tiene la sua testa dritta, ma piega le anche, spesso sincronizzandosi coi secondi battiti della canzone. Solitamente chi la esegue si piega solamente ad un angolo di 45 gradi, per mantenere l'equilibrio. Questo stile di headbanging può essere visto in tandem da Mick Thompson e Paul Gray degli Slipknot, nella loro performance live nel film Rollerball. È possibile che questo stile di headbanging sia stato formato da chitarristi che trovavano l'headbanging tradizionale troppo impegnativo da eseguire mentre suonavano.

## I rischi per la salute
Il British Medical Journal ha pubblicato, nel dicembre 2008, uno studio condotto dal Prof. Andrew McIntosh e Declan Patton, dell'Università di New South Wales (Sidney), il cui scopo era analizzare quale fosse il rischio di infortuni a livello del collo e dell'encefalo associato all'headbanging. Da questo studio è emersa l'effettiva esistenza di un rischio di infortunio per le suddette regioni anatomiche; tale rischio sarebbe direttamente correlato da una parte alla frequenza delle oscillazioni con cui si attua l'headbanging, dall'altra all'ampiezza dei movimenti. Lo studio è stato condotto attraverso rilevazioni effettuate durante concerti e analisi biomeccaniche dei movimenti di gruppi di volontari.
I ricercatori hanno stabilito come tempo medio di una canzone heavy metal 146 bpm: lo studio ha evidenziato come sia molto probabile riportare dei danni se l'ampiezza dei movimenti della testa supera i 75°; tempi maggiori o oscillazioni maggiori aumentano la probabilità e la gravità delle potenziali lesioni. Le conclusioni tratte dai ricercatori sono che gli headbangers per minimizzare il rischio di infortunio dovrebbero ridurre il ritmo dei movimenti e la loro ampiezza, preferendo l'ascolto di "adult oriented rock" al genere heavy metal.
Terry Balsamo, chitarrista del gruppo alternative metal Evanescence, nel novembre del 2005 ha subìto un ictus, che secondo i medici sarebbe stato provocato dall'headbanging. Lo stesso Jason Newsted, ex bassista dei Metallica, ebbe problemi al collo dati da anni di headbanging, che definì "il danno fisico che ho fatto a me stesso per suonare la musica che amo."